# Ophiorrhiza wui
Ophiorrhiza wui är en måreväxtart som beskrevs av Hsien Shui Lo. Ophiorrhiza wui ingår i släktet Ophiorrhiza och familjen måreväxter. Inga underarter finns listade i Catalogue of Life.